# Werner Reichardt
Werner Reichardt, celým jménem Werner Ernst Reichardt (30. ledna 1924 Berlín – 11. září 1992 Tübingen), byl německý fyzik, biolog a spoluzakladatel biokybernetiky.

## Život a dílo
Werner Reichardt pracoval jako student v soukromé laboratoři Hanse Ericha Hollmanna, kde se seznámil s technologií ultrakrátkých vln. Díky svým znalostem byl v roce 1939 povolán do letectva jako technik rádiových měření. Tam se dostal do kontaktu s odpůrci režimu a následně navázal tajné rádiové spojení se západními spojenci. Krátce před koncem války byla skupina odhalena a Reichardt byl zatčen gestapem a odsouzen k smrti, ale před vykonáním rozsudku se mu podařilo uprchnout.
V letech 1946 až 1950 studoval fyziku na Technické univerzitě v Berlíně. Od roku 1950 byl doktorandem Ernsta Rusky na Institutu Fritze Habera Společnosti Maxe Plancka v Berlíně-Dahlemu a v roce 1952 mu byl udělen doktorát z inženýrství. V letech 1952 až 1954 byl asistentem v tomto ústavu, kde byl mimo jiné jeho učitelem Max von Laue, který měl velký vliv na jeho další výzkumnou činnost.
Již během války se Reichardt setkal se zoologem Bernhardem Hassensteinem, který ho seznámil s biologickými myšlenkovými procesy a s nímž rozvinul interdisciplinární teorie o pohybovém vidění. V roce 1954 byl Reichardt postdoktorandem na Kalifornském technologickém institutu pod vedením Maxe Delbrücka a od roku 1955 asistentem v Max Planckově institutu pro biofyzikální chemii v Göttingenu pod vedením Karla Friedricha Bonhoeffera.
V roce 1958 založil spolu s Bernhardem Hassensteinem a elektronickým inženýrem Hansem Wenkingem výzkumnou skupinu pro kybernetiku v Max Planckově institutu pro biologii v Tübingenu. Když se Bernhard Hassenstein v roce 1960 přestěhoval na Univerzitu Alberta Ludwiga ve Freiburgu, stal se Reichardt vedoucím samostatného oddělení v Max Planckově institutu pro biologii v Tübingenu, který se stal jádrem Max Planckova institutu pro biologickou kybernetiku, založeného v roce 1968.
Ve věku 68 let se Reichardt zhroutil na konci sympozia, které uspořádali kolegové a přátelé u příležitosti jeho ukončení aktivní vědecké činnosti.
Po Wernerovi Reichardtovi je pojmenováno Centrum Wernera Reichardta pro integrativní neurovědy (CIN) v Tübingenu CIN, které je jednou z největších pracovních skupin v oblasti interdisciplinární neurovědy na světě.
Reichardtovy objevy rozhodujícím způsobem přispěly k pochopení zpracování informací v nervovém systému. Ze společné práce (s Bernhardem Hassensteinem a Hansem Wenkingem) na vizuálním systému hmyzu a jeho vlivu na orientaci za letu byl vyvinut korelační model, který lze detekovat i ve vizuálním systému lidí a vedl k obecné teorii vnímání pohybu.